# Lenz Moretti
Lenz Valentino Moretti (* 14. Februar 2000 in Innsbruck) ist ein österreichischer Schauspieler.

## Leben
Moretti absolvierte zwischen 2016 und 2019 eine Ausbildung zum Dachdecker und Spengler in Sterzing. Zwischen 2019 und 2023 studierte er an der Hochschule für Musik und Darstellende Kunst in Frankfurt am Main. Seit 2021 spielte er beim Schauspiel Frankfurt, ab der Saison 2023/24 ist er Ensemblemitglied am Deutschen Theater Berlin.

### Verwandte
Er ist der Sohn des Schauspielers Tobias Moretti und der Oboistin Julia Moretti sowie Bruder von Antonia Moretti. Morettis Onkel ist Gregor Bloéb.

## Filmografie
- 2014: Der Anständige
- 2019: Baumbacher Syndrome